# Trivela (revista)
A Revista Trivela foi uma publicação brasileira sobre futebol. Foi lançada em fevereiro de 2006 pela Trivela Comunicações, com o nome de Copa'06, originalmente com foco na Copa do Mundo de 2006. A partir de setembro daquele ano, passou a chamar-se Trivela, com periodicidade mensal e abrangendo o futebol nacional e internacional, em especial o europeu. Foi definida pelo jornalista Juca Kfouri como revista "de um grupo de bravos jornalistas que de tão corajosa é contra a Copa do Mundo no Brasil por ser comandada por quem a comanda".
A 43ª e última edição da revista (as seis primeiras como Copa'06 e, a partir da sétima edição, como Trivela) foi lançada em setembro de 2009. Além das 43 edições mensais, a Trivela também lançou algumas especiais: os guias da Liga dos Campeões de 2005-06 (a primeira revista do site Trivela.com), de 2007-08 e de 2008-09 e os guias das Taças Libertadores de 2007, 2008 e 2009 — este último, incluído dentro da edição de número 36, de fevereiro de 2009.
Em 15 de julho de 2018, em comemoração aos vinte anos da criação do site, foi anunciada a pré-venda para uma nova edição, especial, temática sobre a Copa do Mundo FIFA de 2018, nove anos após o fim da circulação da revista.

## História
A revista teve origem no site Trivela.com, criado em 1998 por Cassiano Ricardo Gobbet, Tomaz R. Alves e Martim Silveira para falar de futebol internacional, assunto que as mídias brasileiras ignoravam, mesmo com a facilidade crescente de acesso. Mais tarde, também passou a compreender o futebol brasileiro. A revista foi lançada em fevereiro de 2006 com o nome de Copa'06, já com periodicidade mensal, ao contrário da primeira experiência, em setembro de 2005, com um guia da temporada da Liga dos Campeões, que começou de maneira quase informal, em uma conversa entre amigos.
O nome já indicava o foco da publicação: a Copa do Mundo de 2006. No número 6 de Copa'06, em julho, que trouxe a retrospectiva do torneio, foi anunciado que a revista voltaria em setembro, agora renomeada Trivela, e ampliaria seu foco para o futebol brasileiro e internacional. A primeira capa da revista como Trivela trouxe o presidente da CBF, Ricardo Teixeira, ao lado do presidente do Brasil, Lula, o que para o editor Caio Maia serviu para "deixar claro que a [revista] era diferente". A matéria da referida capa era direcionada à chamada "bancada da bola" no Congresso Nacional. A partir da edição de número 22, de dezembro de 2007, poucas semanas após a confirmação de que o Brasil seria a sede do mundial de 2014, a revista incluiu a seção "Eu fiscalizo a Copa 2014". Um ano depois, na edição de dezembro de 2008, a seção retratou o uso político do amistoso entre Brasil e Portugal na reinauguração do Bezerrão, em Gama, em favor do governador do Distrito Federal, José Roberto Arruda, que no ano seguinte estaria no centro do escândalo do Mensalão no Distrito Federal.
Outras reportagens que relacionavam política, politicagem e esporte incluíam uma sobre como o ex-presidente do Boca Juniors, Mauricio Macri, usou o prestígio do clube para tornar-se prefeito de Buenos Aires. A revista também posicionou-se contra os Jogos Olímpicos de Verão de 2008 em Pequim, retratando apenas as disputas futebolísticas, sem mencionar algo além em relação ao evento. Outra matéria que chegou a ser realizada foi sobre o descaso dos principais clubes do país na recepção a seus torcedores. Reflexos da Operação Satiagraha no Bahia, clube do qual o banqueiro Daniel Dantas é torcedor, e os negócios fora do futebol de Vanderlei Luxemburgo (neste caso, em matéria de capa) também mereceram atenção, assim como prefeituras que redirecionam para times de futebol recursos retirados de prioridades básicas. Também relembrou-se o uso do Estádio Caio Martins como centro de prisão e tortura durante o regime militar no Brasil  e, antes da unificação estabelecida pela CBF, os campeonatos brasileiros anteriores a 1971.
Não raramente, a revista deixava espaço para reportagens além do lado mais conhecido do futebol, como sobre equipes periféricas na Liga dos Campeões da UEFA e seleções de países minúsculos europeus; sobre a terceira divisão brasileira e pelo mundo; sobre o declínio da Portuguesa, Guarani, Leeds United, Paysandu, Vasco da Gama, Torpedo Moscou, Nantes, Real Sociedad, Kaiserslautern, Nottingham Forest, Hellas Verona, Ferencváros, das seleções oriundas da União Soviética, de clubes da antiga Alemanha Oriental  e dos grandes do futebol argentino; da Copa do Mundo da VIVA; partidas estaduais sem os times ditos "grandes"; estágio da seleção da Tanzânia e de jogadores chineses no Brasil (como Li Weifeng e Li Tie, participantes da Copa do Mundo de 2002); a Liga dos Campeões da África; futebol em Cuba; brasileiros que vinham jogando no Vietnã, no futebol argentino, e outros, também desconhecidos do público nacional, mas que faziam sucesso na Europa e assim sendo possíveis naturalizados por lá; jogadores alemães de origem turca; o título belga do Standard de Liège em 2008 que encerrou jejum de 25 anos de clubes da Valônia no torneio; futebol de seleções da Oceania após a saída da seleção da Austrália para a Confederação Asiática; o mapa do futebol no Oriente Médio; as consequências da Guerra na Ossétia do Sul em 2008 para o futebol da Geórgia; os clubes "governamentais" do Leste Europeu por conta da influência soviética, e aqueles da região que entraram para a história do continente; clubes europeus relacionados a posições políticas de esquerda; e ascensão dos clubes russos na Europa.
Pela redação, passaram os jornalistas Caio Maia, Ubiratan Leal, Gustavo Hofman, Leonardo Bertozzi e Mayra Siqueira, além de outros colaboradores, como Ricardo Espina, Fábio Fujita e Luciana Zambuzi. Mauro Cezar Pereira e Mauro Beting colaboraram como colunistas e Antonio Vicente Serpa, do Olé, como correspondente da Argentina. Quando a revista acabou, foi anunciado que a mesma equipe seguiria fazendo outra publicação a ser vendida em bancas, cujo nome inicialmente não foi divulgado. Mais tarde seria confirmado que tal revista era a Revista ESPN, que chegou às bancas em 10 de novembro. Este periódico seguiu sendo publicado pela Trivela Comunicações até a edição de janeiro de 2013, esta distribuída apenas aos assinantes.

## Seções
Da primeira à última edição, a Trivela teve uma base de seções fixas. A "Jogo do Mês", conforme o nome, consistia em um texto acerca da partida de maior destaque do mês anterior, na opinião da redação, que por vezes considerava fatores além do esportivo: entre os selecionados, estiveram o primeiro amistoso em 25 anos entre as seleções de Catalunha e País Basco, um jogo de eliminatórias para a Copa do Mundo de 2010 entre Turquia e Armênia (países rivais por conta do genocídio armênio) e a primeira partida oficial na Ilha de Páscoa, entre a seleção local e o Colo Colo.
A "Peneira" comentava sobre jovens promessas do futebol, algumas antes da grande fama. Klaas-Jan Huntelaar,  João Moutinho, Mario Gómez, Karim Benzema, Edinson Cavani, Manuel Neuer, Gareth Bale, Toni Kroos, Mario Balotelli, Paulo Henrique Ganso, Ángel Di María, Pedro, Hulk, Mesut Özil,Douglas Costa, Alan Dzagoyev, Sergi Busquets, Juan Mata, Javier Pastore, e Jack Wilshere foram alguns retratados. Houve retratos também para clubes igualmente em ascensão, como Hoffenheim, Napoli, Zenit São Petersburgo, LDU Quito  e Manchester City.
Normalmente, duas ou três entrevistas com pessoas ligadas ao futebol também eram publicadas. A "Tática" ("o lado importante do futebol [de] que a imprensa menos gosta", segundo a revista) explicava esquemas táticos do momento (como, logo após a Copa do Mundo de 2006, o 4-5-1 que Itália, França e Portugal usaram no mundial; do Egito vitorioso sobre seleções mais badaladas na Copa das Nações Africanas de 2008, ou o 4-2-3-1 usado pelos quatro semifinalistas da Eurocopa 2008, bem como a utilizada pelo Estudiantes de La Plata para derrotar o Cruzeiro na final da Taça Libertadores da América de 2009), mas também históricos, como os do Wunderteam austríaco, do Arsenal da década de 1930 e da Hungria de 1954.
A "Top 10" listava os dez maiores personagens, clubes ou acontecimentos relacionados a algo do momento, como as dez gafes da Copa do Mundo de 2006, logo após o torneio; os "dez maiores escândalos", por ocasião do escândalo de apostas na Itália em 2006; ou dez estreias melhores que a de Alexandre Pato pelo Milan, no início de 2008, ou as dez maiores surpresas da Eurocopa, por conta da edição de 2008; também as dez principais derrotas no Maracanã após o vice-campeonato do Fluminense na Taça Libertadores da América de 2008  ou ainda sobre rivalidades decadentes, na edição que levou o tema de rivalidades.
"Cadeira Cativa" continha relatos dos autores sobre algum jogo pessoalmente especial que presenciaram, desde partidas de definição para as fases finais da segunda divisão argentina de 1989 (entre Atlanta e Almagro) e da única derrota do Manchester United como anfitrião na temporada 1998-99 (para o Middlesbrough) às comemorativas pelos centenários dos Atléticos de Madrid (contra o Osasuna) e Mineiro (contra o Peñarol); da vitória do Brasil sobre o Uruguai pela vaga na Copa do Mundo de 1994, à semifinal entre Palmeiras e Corinthians na Taça Libertadores da América de 2000  e às finais entre Flamengo e Vasco da Gama no Campeonato Carioca de 2001  e da Taça Libertadores da América de 1992, a primeira vencida pelo São Paulo, contra o Newell's Old Boys.
A última página era uma seção de humor, denominada "A Várzea", marcada por críticas em forma de deboche e ironia. A seção esteve presente também em uma edição especial da Superinteressante para a Copa do Mundo, em maio de 2006. "Do grupo A ao H, convidamos os caras do site Trivela (…) para "analisarem", de um modo bem-humorado, as chances de cada seleção no Mundial 2006. Mas, se você vir bem, o que eles falam é bem sério", destacou a revista.

### "História"
Reportagens de cunho histórico, tanto do futebol brasileiro como do estrangeiro, tinham espaço em "História". Entre as que abordaram o cenário nacional, estiveram a que lembrou os 25 anos do título do Flamengo na Copa Intercontinental; os trinta anos da invasão corintiana; a Copa Pelé; os quinze anos do "Carrossel Caipira" do Mogi Mirim; bastidores do polêmico Campeonato Brasileiro de 1987, vinte anos depois (divulgando que, contrariando o posicionamento do Clube dos 13, Eurico Miranda, interlocutor do grupo na CBF, autorizara o cruzamento entre os finalistas da Copa União e do módulo amarelo); o "Expressinho" de Muricy Ramalho, virtualmente um time B do São Paulo que acabou campeão da Copa Conmebol de 1994 e tinha os jovens Rogério Ceni, Denílson e Caio no elenco; a família Pompeu de Toledo, que teve presidentes dos rivais São Paulo (Cícero, que dá nome oficial ao estádio do Morumbi) e Palmeiras (Brício); a Copa Centenário de Belo Horizonte, torneio em que se aposentou Toninho Cerezo e em que torcedores do América Mineiro zombaram do Milan de George Weah, Paolo Maldini e Fabio Capello após empate; o lado ponte-pretano da final do Campeonato Paulista de 1977, 30 anos depois; o São Paulo Athletic Club, o mais antigo do futebol brasileiro; jogadores brasileiros de destaque em 1958 que ficaram de fora da Copa do Mundo da Suécia, bem como sobre os vice-campeões daquele mundial; os trinta anos do título brasileiro do Guarani; os vinte anos da campanha prateada do Brasil nos Jogos Olímpicos de 1988  e trinta anos do inchado Campeonato Brasileiro de 1979 (96 clubes).
Já alguns acontecimentos do exterior relembrados foram o Totonero 1980, escândalo de manipulação de resultados na Itália no final da década de 1970; o Relatório Taylor, deflagrado com o desastre de Hillsborough e que ajudou a modernizar o futebol inglês; Eduard Streltsov, considerado o mais habilidoso jogador russo; o Eldorado Colombiano, considerado a mais atrativa liga do início dos anos 1950; a influência do franquismo no futebol espanhol; 60 anos do Campeonato Sul-Americano de Campeões, visto como antecedente da Taça Libertadores; o futebol na independência de Kosovo  e nas primeiras Olimpíadas modernas; o Atlético de Madrid vice-campeão europeu em 1974, a seleção argentina da década de 1940; o nascimento do futebol e sua ligação com outros esportes, como o rugby e o futebol americano; a chegada de Diego Maradona ao Napoli; a North American Soccer League; e a Guerra do Futebol, confronto entre Honduras e El Salvador com estopim na vitória da seleção deste contra a do outro por vaga na Copa de 1970.
Ainda como Copa'06, matérias do tipo abordaram um filme amador da Copa do Mundo de 1954 feito por um espectador brasileiro; Francisco Varallo, entrevistado então com 96 anos e já último sobrevivente da final da Copa do Mundo de 1930 (ele faleceria aos 100 anos, em 2010); as inesperadas vitórias da Alemanha Ocidental nas finais das Copas do Mundo de 1954 e 1974, e os Países Baixos vice-campeões nesta última; e Juan Tuñas (outro entrevistado), último sobrevivente da única participação da seleção cubana em um mundial, o de 1938.

### "Capitais do Futebol"
A "Capitais do Futebol" abordou diferentes cidades do mundo e os clubes e rivalidades sediados nas mesmas. Grande Londres, Rio de Janeiro, Istambul, Turim, Cidade do México, Moscou, Salvador, Edimburgo, Grande Atenas, Cairo, Grande Madri (a partir da qual a seção passou a também fornecer dicas turísticas tanto para amantes como para não-amantes do futebol), Belgrado, La Paz, Oslo, Liverpool, Recife, Porto, Teerã, Montevidéu, Praga, Basileia, Viena, São Paulo, Joanesburgo, região dos Ródano-Alpes (Lyon e Saint-Étienne), Grande Manchester, Hamburgo, Grande Tóquio (Tóquio, Kawasaki e Yokohama), Gênova, Barcelona, Grande Buenos Aires, Curitiba, Roma, Florianópolis, Los Angeles, Lisboa  e Milão foram as retratadas pela Trivela.
Ainda como Copa'06, foram retratadas, ainda que sem o nome da seção, mas sob o mesmo prisma, as sedes da Copa do Mundo de 2006: Munique, Nuremberg, Gelsenkirchen, Dortmund, Berlim, Hamburgo, Frankfurt, Stuttgart, Hanôver, Leipzig, Colônia e Kaiserslautern.
Ao lado da "Top 10", foi uma das poucas seções da Trivela mantida na sucessora Revista ESPN, com o nome de "Passaporte ESPN", desta vez com pautas polidesportivas, além do futebol; na primeira edição da ESPN, por exemplo, retratou-se a Grande Nova York, com comentários sobre New York Yankees e New York Mets (beisebol), New York Giants e New York Jets (futebol americano), New York Knicks e New Jersey Nets (basquetebol), New York Rangers e New Jersey Devils (hóquei sobre gelo), New York Red Bulls e New York Cosmos (futebol), o US Open de tênis e a maratona da cidade.

### Rivalidades
A edição de número 32, de outubro de 2008, teve como tema "rivalidades", sendo vendida com três capas diferentes (Fla-Flu, Derby Paulista e Grenal) e dedicou doze páginas ao ranking elaborado pela revista sobre as 25 maiores rivalidades do Brasil e do mundo a partir de consulta a jornalistas brasileiros e estrangeiros. Os primeiros deveriam eleger até vinte clássicos nacionais e internacionais, conforme opiniões pessoais norteadas pelos critérios rivalidade regional, importância nacional e relevância futebolística — o eleito em primeiro lugar receberia vinte pontos, o segundo receberia dezenove e assim sucessivamente, até o vigésimo, a receber um ponto. Os segundos (de veículos da França, Reino Unido, Alemanha, Itália, Argentina, Croácia, Romênia e República Tcheca), da mesma maneira, deveriam elencar apenas os maiores pelo mundo, contando os brasileiros (que receberiam um bônus de cinco pontos no ranking nacional). Ambos os grupos receberam uma lista de mais de cem clássicos como fonte de consulta.
Entre as brasileiras, a ordem crescente escolhida foi Internacional × Grêmio, Corinthians × Palmeiras, Flamengo × Fluminense, Flamengo × Vasco da Gama, Atlético Mineiro × Cruzeiro, Palmeiras × São Paulo, Bahia × Vitória, Corinthians × São Paulo, Athletico Paranaense × Coritiba, Corinthians × Santos, Guarani × Ponte Preta, Botafogo × Flamengo, Paysandu × Remo, Santa Cruz × Sport, Ceará × Fortaleza, Fluminense × Vasco da Gama, Avaí × Figueirense, Santos × São Paulo, Náutico × Sport, Botafogo × Fluminense, Palmeiras × Santos, Brasil × Pelotas, ABC × América de Natal, Goiás × Vila Nova e Botafogo de Ribeirão Preto × Comercial.
Já entre as mundiais, o ranking crescente foi Barcelona × Real Madrid, Boca Juniors × River Plate, Celtic × Rangers, Internazionale × Milan, Liverpool × Manchester United, Fenerbahçe × Galatasaray, Lazio × Roma, Benfica × Porto, Nacional × Peñarol, Arsenal × Tottenham Hotspur, Olympiakos × Panathinaikos, Borussia Dortmund × Schalke 04, Ajax × Feyenoord, Everton × Liverpool, Internazionale x Juventus, Atlético de Madrid x Real Madrid, Estrela Vermelha × Partizan, Juventus × Milan, Newell's Old Boys × Rosario Central, Benfica × Sporting, Independiente × Racing, Al-Ahly × Zamalek, Olympique de Marselha × Paris Saint-Germain, Real Betis × Sevilla e Juventus × Torino.